# Copelatus macellus
Copelatus macellus är en skalbaggsart som beskrevs av Guignot 1950. Copelatus macellus ingår i släktet Copelatus och familjen dykare. Inga underarter finns listade i Catalogue of Life.